# Edward Beyer (Maler)
Edward Beyer, eigentlich Eduard Beyer (* 18. April 1821 in Düsseldorf; † 4. Dezember 1865 in München), war ein in Neuengland und in den Südstaaten wirkender deutscher Landschafts- und Panoramamaler sowie Kupferstecher der Düsseldorfer Schule.

## Leben

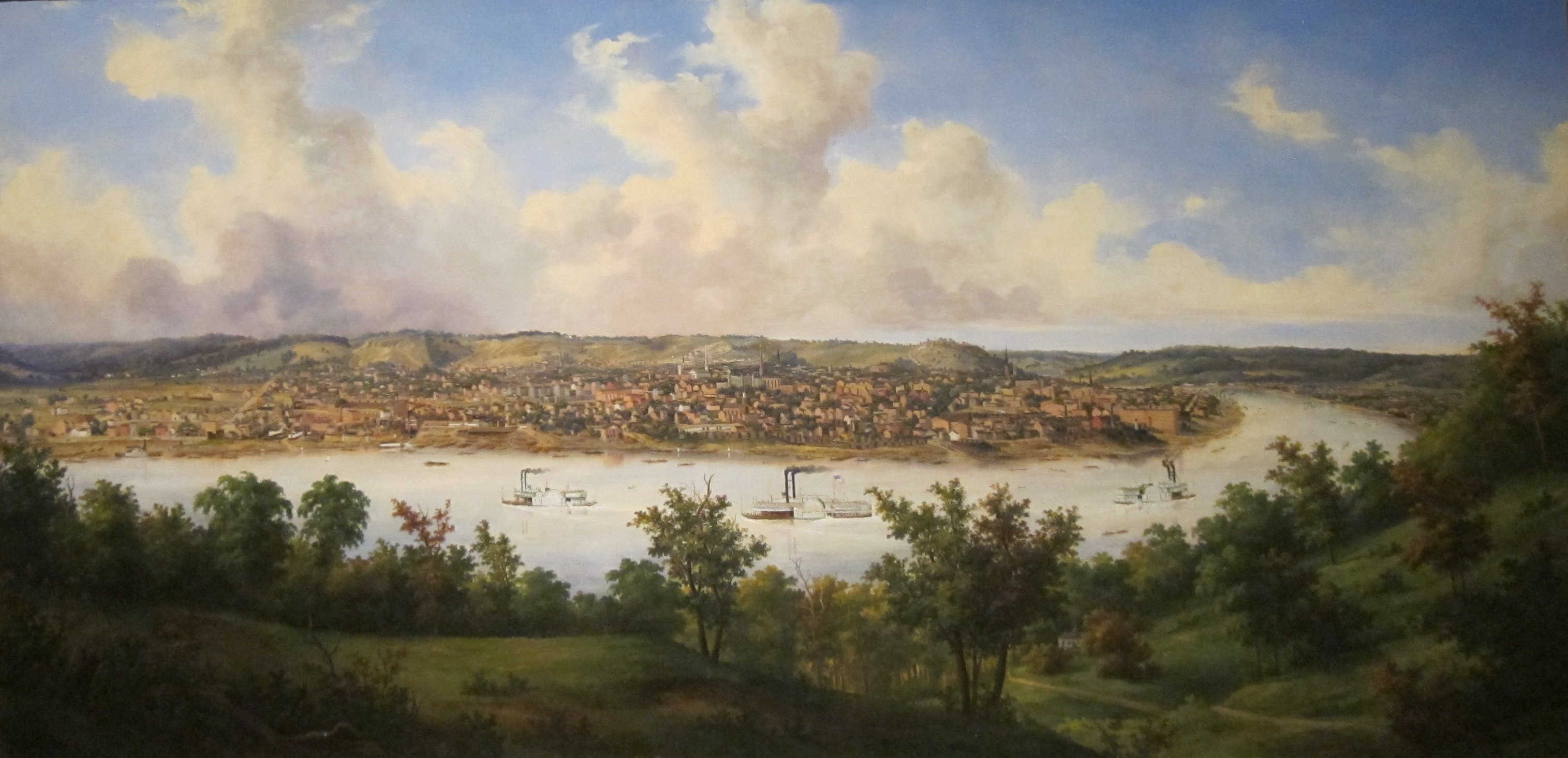
View of Cincinnati, 1853

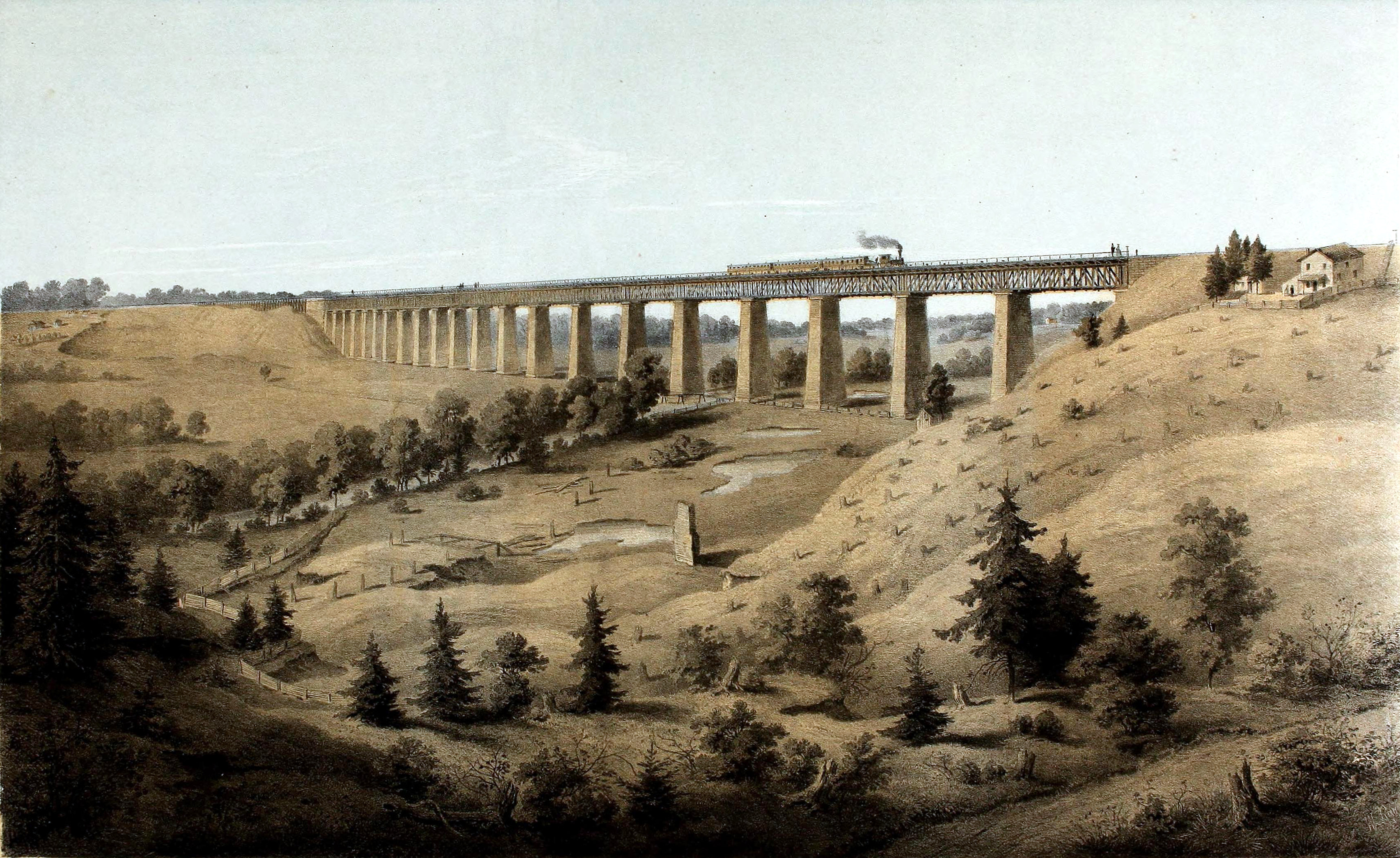
Eisenbahnbrücke über den Appomattox River (siehe auch Foto aus dem Jahr 1865)

Eduard Beyer, Sohn des Musikalienhändlers Gottfried Heinrich Beyer in Düsseldorf, studierte in den Jahren 1837 und 1838 unter Josef Wintergerst und Rudolf Wiegmann an der Kunstakademie Düsseldorf und arbeitete danach in Dresden, wo er sich weiter ausbildete und von 1846 bis 1848 ausstellte. Mit seiner Ehefrau Caroline, die er in Dresden kennengelernt hatte, wanderte er 1848 in die Vereinigten Staaten aus. Über Newark kam das Paar 1850 nach Philadelphia. 1852/1853 trat er in Cleveland (Cuyahoga) und Cincinnati (Hamilton) mit seinem Panoramabild The Wars for Liberty in Italy and Hungary auf. 1854 bis 1857 malte und zeichnete Beyer in Virginia.
Im Mai 1857 reiste Beyer nach Deutschland, um nach seinen Zeichnungen farbige Lithographien anfertigen zu lassen. Dies geschah durch die Firma Rau & Sohn in Dresden und bei Loeillot in Berlin, indem für jede Farbe ein eigener Lithostein benutzt wurde. Durch den lasierenden Übereinanderdruck der Farben Schwarz, Blau und Gelb entstanden weitere Farbnuancen. 1858 kehrte Beyer in die Vereinigten Staaten nach Richmond zurück. Die in Deutschland gedruckte Auflage von insgesamt 40 Drucken wurde dort gebunden und mit einem Copyright versehen. Das Album of Virginia erschien 1858 zusammen mit einem Titelblatt und einer gedruckten Beschreibung von 40 Ansichten.
Beyer schuf auch panoramische Ansichten aus Virginia als Ölgemälde, unter anderen von Staunton, Buchanan, Salem, Liberty (Bedford, Virginia), Wytheville, Virginia, und Greenbrier, White Sulphur Springs, aber auch aus anderen US-Staaten.
Die außerordentlich feinen Details, die aus der dargestellten Entfernung mit dem bloßen Auge gar nicht zu sehen sein würden, ermittelte Beyer vermutlich mit Hilfe eines Fernrohrs und durch Skizzen aus geringerer Entfernung. Die Alben wurden zu 5 $ das Stück verkauft. 1974 erwarb die Roanoke Library eines der bereits seltenen Exemplare zum Preis von 4800 $.
Nach der Veröffentlichung des Albums ging Beyer in die deutsche Heimat zurück, wo er mit einem Cyklorama mit Ansichten aus Nordamerika auf Reisen ging und Bekanntheit erlangte. Lobend äußerte sich darüber der amerikakundige Naturforscher Benno Matthes. In München war das Rundgemälde über mehrere Wochen im Odeon ausgestellt und wurde als Neuheit bestaunt. Auch König Ludwig I. und die königlichen Prinzen besichtigte es. In der bayerischen Hauptstadt, wo er sich als Kunstmaler niedergelassen hatte, erkrankte er bald an der „Brechruhr“ und verstarb im Alter von 44 Jahren. 1868 versuchte die Witwe das Cyklorama über eine Anzeige in der Allgemeinen Zeitung München zu veräußern.
Charakteristisch für Beyers Bilder ist die Vermischung romantisierter Naturdarstellung mit der in der Mitte des 19. Jahrhunderts vordringenden Industrielandschaft. Bei aller Romantik blieb der Künstler dem Realismus verpflichtet, was zum Beispiel sein 1855 entstandenes Landschaftsbild Bellevue, the Lewis Homestead, Salem, Virginia belegt, auf dem er Sklaven bei der Arbeit auf dem Weizenfeld darstellte.

## Veröffentlichungen
- Album of Virginia. 1858.
- Edward Beyer’s Cyclorama. Malerische Reise nach New York und durch die Vereinigten Staaten von Nordamerika, zurück nach Hamburg. Nach der Natur gemalt und erläutert von Edward Beyer. Meinhold, Dresden 1860, OCLC 25103120.
- Edward Beyer’s Travels Through America. An Artist’s View. Including Edward Beyer’s Cyclorama. Translated by Holle Schneider-Ricks with an Introduction by George A. McLean Jr. Historical Society of Western Virginia, Roanoke (VA) 2011.

## Werke (Auswahl)
Gemälde
- 1812 Naval Battle, 1852
- View of Cincinnati, 1853, Dayton Art Institute (DAI), Dayton (Ohio)
- Charleston, Virginia (heute: West Virginia), 1854
- Bellevue, The Lewis Homestead. Salem, Virginia, 1855
- View of Lynchburg, 1855
- Blue Sulphur Springs, Montgomery, 1855
- Grove Hill, Botetourt County, Home of General James Breckinridge, 1855, Roanoke City Library, Roanoke, Virginia (Dauerleihgabe)[12]
- Eisenbahnbrücke über den Appomattox River, 1858

Album

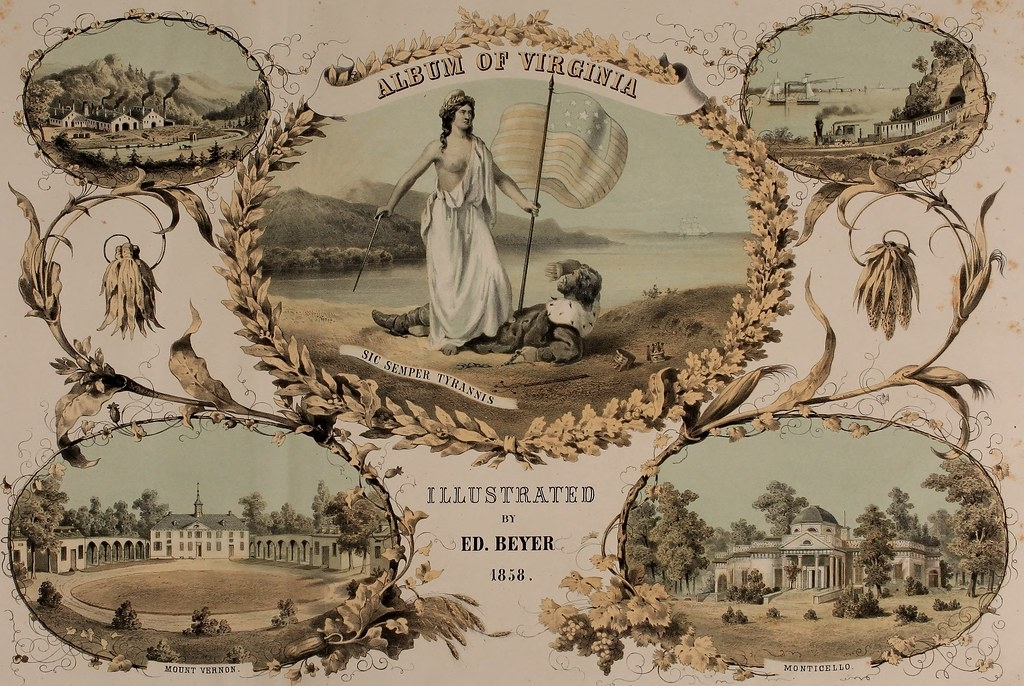
Album of Virginia (Titelblatt), 1858

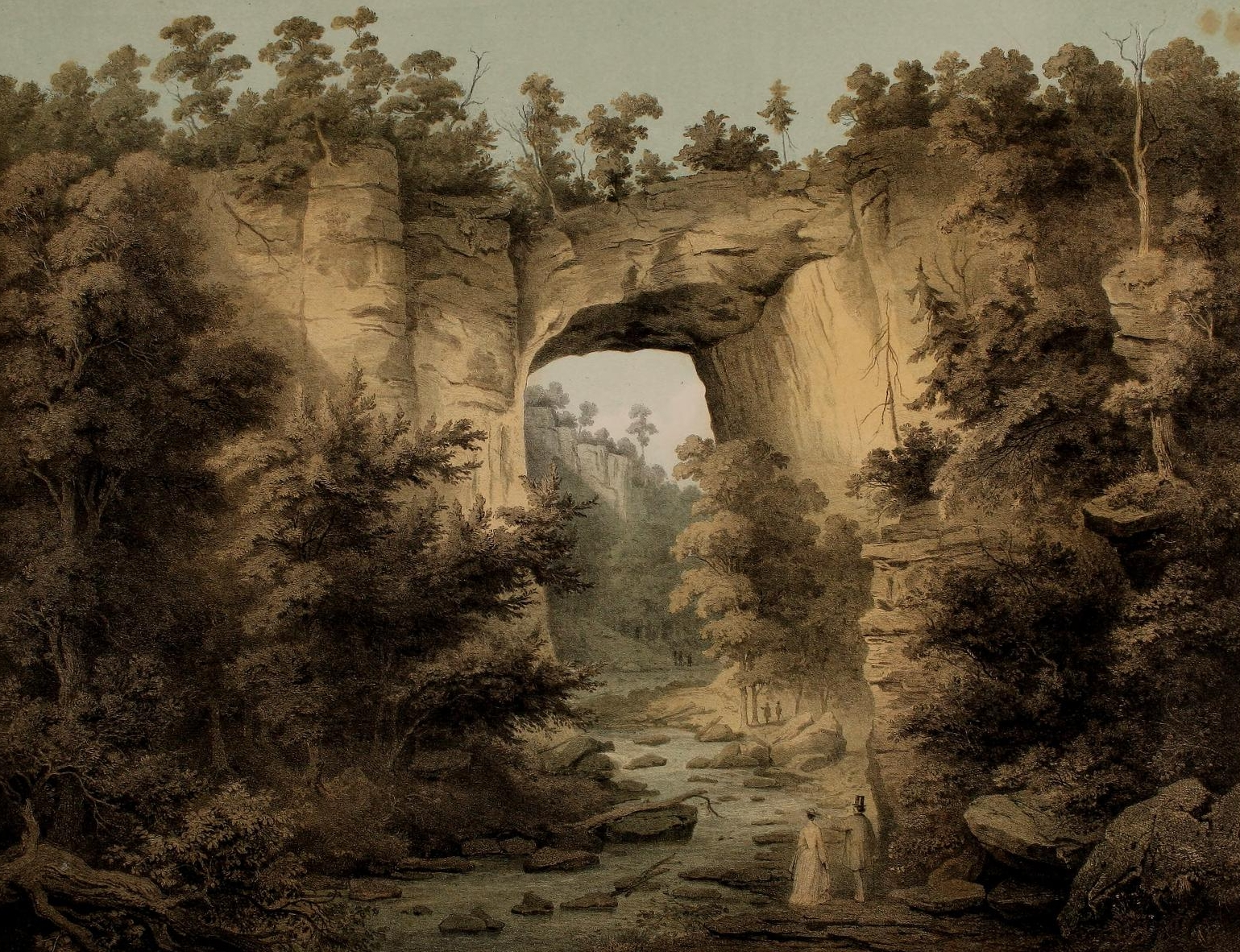
Natural Bridge, Virginia, 1858

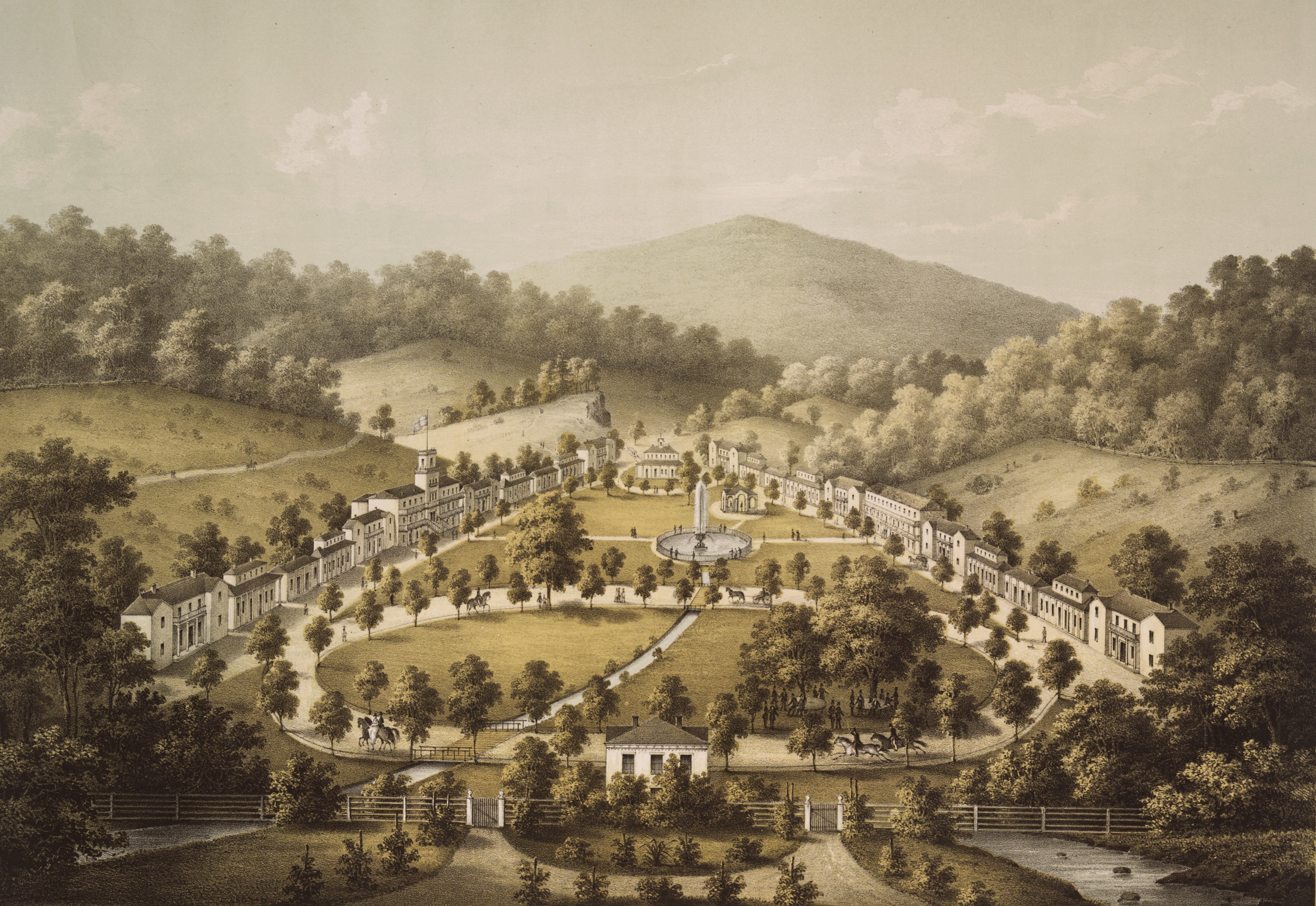
White Sulphur Spring Montgomery, 1858

- Album of Virginia or Illustration of the Old Dominion, 40 dreifarbige Lithografien und ein Titelblatt[13]
  - (1) Natural Bridge (Virginia)
  - (2) Harper’s Ferry from Jefferson Rock
  - (3) Rockfish Gap and the Mountain House
  - (4) The high bridge near Farmville
  - (5) The drums. The tapestry Room. Weyer’s Cave
  - (6) Stribling Springs, Augusta County, Virginia
  - (7) Burner’s White Sulphur Spr. Shenandoah Co.
  - (8) White Sulphur Spring, Montgomery, Virginia
  - (9) View from the Peak of Otter, No. 1
  - (10) View from the Peak of Otter, Virginia
  - (11) View from the Hawks Nest, West Virginia
  - (12) Little tunnel near Shawsville, Virginia & T.R.R.
  - (13) Old Sweet Springs, West Virginia
  - (14) Rockbridge Alum Spring, Virginia
  - (15) Yellow Sulphur Springs, Virginia
  - (16) Blue Sulphur Spring, Virginia
  - (17) Falling Springs
  - (18) View from Gambles Hill
  - (19) Bullard Rock on the New River
  - (20) Views of Weyer’s Cave
  - (21) Salt Sulphur Spring
  - (22) Red Sulphur Spring
  - (23) Salt Pond from the Salt Pond Knob, No. 1
  - (24) Salt Pond from the Salt Pond Knob, No. 2
  - (25) Natural Bridge (from above)
  - (26) Kanawha Fall
  - (27) U.S. Armory in Harper’s Ferry
  - (28) Viaduct on Cheat River B & O.R.R.
  - (29) White Sulphur Springs (2)
  - (30) Fauquier White Sulphur Springs
  - (31) Hot Springs
  - (32) Old Point Comfort. Hygeia Hotel
  - (33) View from Little Sewell Mountain, No. 1
  - (34) View from Little Sewell Mountain, No. 2
  - (35) James River Canal near the mouth of the North River
  - (36) Natural Bridge (from a distance)
  - (37) View of the Peaks of Otter
  - (38) Roanoke Red Sulphur Spr.
  - (39) Red Sweet Springs
  - (40) Warm Springs